# Shëngjin (Lezha)
Shëngjin (római Nymphaeum; olasz San Giovanni di Medua) kisváros Északnyugat-Albániában, Lezha városától légvonalban 6 kilométerre északnyugatra, az Adriai-tenger partján, a Drin torkolatvidékén, Lezha megyében. Shëngjin alközség központja; utóbbi közigazgatási egység további települései Ishull Lezha, Ishull Shëngjin, Kodër Mulliria, Mali-Rencit és Mali-Shëngjin. A 2011-es népszámlálás alapján az alközség népessége 8091 fő. Hajdan Albánia fontos kikötője volt, a 21. században inkább tengerparti üdülőhelyként nevezetes.
A város nevének jelentése ’Szent János’.

## Története
Hajdan Albánia legészakibb kikötővárosa volt. A kikötőt a rómaiak létesítették az i. e. 2. században Nymphaeum néven mint a közeli Lissus kikötőjét (neve később Caesarea lett). Marcus Antonius i. e. 48 itt szállt partra, hogy a Pompeius ellen harcoló Iulius Caesar segítségére siessen.
Az újkor évszázadaiban bár településként nem volt jelentős, a 30 kilométerre északra fekvő Shkodra – korának legnépesebb albán városa – kikötőjeként funkcionált, ezzel fontos szerepet töltött be Észak-Albánia gazdaságában. A 17. században a dalmáciai ferencesek albán földön itt, San Giovanni de Meduában kezdték meg missziós tevékenységüket.
Az első Balkán-háború során, 1912. november 16-án Shëngjin kikötőjét az északról Albániára törő montenegrói hadsereg foglalta el, éppen megelőzve a Lezha felé előrenyomuló szerb sereget. Később, a háborút rendező londoni nagyköveti konferencia tárgyalásain felmerült ugyan, hogy a kikötőt Szerbia kereskedelmi céllal használhatja, az 1914. május 30-ai londoni egyezmény azonban mégis Albániának ítélte Shëngjint. Az 1915-ben megkötött titkos londoni egyezményben az antant hatalmak a várost (Dubrovnikkal együtt) Montenegrónak ígérték.
Az első világháború során előbb a szerbek vonultak be ismét Shëngjinbe, majd 1916. január 25-én az Osztrák–Magyar Monarchia foglalta el a várost. A világháborút lezáró béketárgyalásokon a győztes nagyhatalmak 1920. január 14-én úgy döntöttek, hogy Shëngjin partvidéke speciális jogokkal rendelkező autonóm terület lesz, amelyet egy kereskedelmi vasútvonal köthet össze Szerbiával. Végül azonban a város kiürítéséről rendelkeztek, amely 1920. június 3-án ismét Albánia része lett. 1921 novemberében rövid időre szerb irreguláris csapatok foglalták el ismét a várost.
Amikor a második világháború előestéjén, 1939. április 7-én Olaszország lerohanta Albániát, hadseregük öt ponton szállt partra az országban. Ezek egyike Shëngjin volt, ahol a megszálló hadsereg 179 alakulatából 28-at tettek itt partra, és még aznap át is vették a kikötő feletti ellenőrzést.
A második világháború végén mindössze egy vámház állt a településen. Később modernizálták, tengerjáró hajók fogadására is alkalmassá tették kikötőjét, valamint a kikötői munkások számára nagyobb lakótelepet építettek a parton.

## Nevezetességei
A város történelmi nevezetességekkel nem szolgál, fő nevezetessége a tengerparti strand. A víz minőségének azonban nem tesz jót a kikötő közelsége.
Shëngjintől 10 kilométerre délre folyik a Drin az Adriai-tengerbe. Lagúnákkal tagolt mocsaras torkolatvidéke a 20. század során a zogista, majd kommunista politikai elit kedvelt vadászóhelye volt. Napjainkban szálláshelyekkel és éttermekkel rendelkező kirándulóhely, valamint itt, a gazdag vízimadár-faunának otthont adó Merxhani-lagúna környékén található a 2300 hektáros Kune-Vain-Tale természetvédelmi terület. 1995 januárjában 15 ezer egyedet számláltak össze a területen, amely többek között kanalasgémek, nagy és kis kárókatonák fészkelőhelye, de az üstökös-, a kerce-, a csörgő, a fütyülő és a nyílfarkú récének, valamint a bütykös ásólúdnak is nagy populációi telelnek itt át.